# ウィリアム・クッシング
ウィリアム・クッシング（英:William Cushing、1732年3月1日-1810年9月13日）は、アメリカ合衆国初期に合衆国最高裁判所が開設されてから、クッシングの死の時まで陪席判事を務めた。この間21年間務めたことになり、最初に指名された判事の中では最長だった。ジョージ・ワシントンの指名により、第3代の最高裁判所長官になるはずだった。

## 生い立ちと初期の経歴
クッシングはマサチューセッツのシチュエートで、1638年にヒンガム近辺に入植した家庭の子として生まれた。1751年にハーバードカレッジを卒業し、1755年にはボストンの法廷弁護士として認められた。クッシング家はヒンガムでも最も初期に入植した者に属していた。その家は代々弁護士になってきたが、クッシング自身はその経歴を始める時に困難な時期があったと考えられる。この頃、父のジョン・クッシングは約24年間マサチューセッツ植民地最高裁判所裁判官を務めていた。父が1771年に辞任したとき、クッシングがその職を嗣いだ。しかし、アメリカ独立戦争が始まり、反乱者に付くかイギリスに付くかという選択を迫られ、裁判所の他のメンバーとは異なり、反乱者側に付く道を選んだ。

## 州および連邦政府憲法との関わり
1783年、クッシングはマサチューセッツの奴隷制を事実上廃止させた刑事事件を取り仕切り、1780年のマサチューセッツ憲法で「全ての人は生まれながらに自由で平等である」という声明を引用した。シェイズの反乱の時、武装した反乱者の攻撃的な抗議があったにも拘わらず、裁判所の審理が続けられるようにした。後にこの反乱者に対する裁判を取り仕切った。1年後の1788年、マサチューセッツ州の憲法批准会議で副議長となり、アメリカ合衆国憲法批准を僅差で漕ぎ着けた。

## 最高裁判所判事の指名
ジョージ・ワシントンがアメリカ合衆国大統領になった時、クッシングはワシントンが選んだ最高裁判所判事の中に入っていた。1789年9月24日に指名され、2日後にアメリカ合衆国上院で確認された。クッシングはワシントンが指名した最高裁判所判事として最長期間務めたものの、裁判記録にはわずか19件の判例しか残されていない。これはクッシングが度々旅行したり健康を害したりしたこと、さらには当時の裁判記録が不完全だったことが主な原因だった。クッシングは概して連邦党の見解に合致する国家主義的見解を持っており、しばしばトーマス・ジェファーソンの民主共和党とは見解を異にした。その担当した裁判の中で2つの重要な判決は「チザム対ジョージア州事件」と「ウェア対ハイルトン事件」と考えられ、それらは州に跨る訴訟や条約の優位を裁定した。
クッシングはワシントンの2回目の大統領就任のときに、その就任宣誓を司った。

## 第3代最高裁判所長官
ジョン・ジェイが1795年に最高裁判所を辞任したとき、ワシントンは最高裁判所長官を新たに指名する必要性に直面した。最初に選んだのはジョン・ラトリッジだったが、アメリカ合衆国上院がこれを拒否した。しかし、ラトリッジは議会休会中の任命として暫く長官職を務めた。
ワシントンはその後1796年1月26日にクッシングを長官に指名し、上院は全会一致でその指名を確認した。信憑性を確認できていない話では、上院が確認投票を行った日の夜の外交晩餐パーティで、ワシントンがクッシングの驚いたことにその右隣に座らせて、最高裁判所長官にクッシングを指名したことを伝えた。翌日、ワシントンはクッシングの任命書に署名して発送した。
クッシングは1月27日に任命書を受け取ったが、2月2日にそれをワシントンに返却した。2月3日と4日の最高裁判所の大まかな議事録では、クッシングを長官として記す誤りを犯していたが、これは後に削除された。この誤りは1789年の司法権法の本文で説明できる。この法では最高裁判所がわずか4人の判事を定足数として審理ができるとしていた。すなわち、長官は常にその職務を遂行するために法廷に居る必要は無かった。クッシングはその日付で最も年長の裁判官だったので、職務を宰領するものと期待されていた。
ワシントンは続いてオリバー・エルスワースを長官に指名して、3月3日に辞任したウィリアム・クッシングの替わりにエルスワースを据えるというメッセージを上院に送った。その最高裁判所の歴史ではクッシングを長官として数えていないが、その替わりにクッシングが指名を辞退したという記録がある。この説明は論理的であり、クッシングが長官職を受けた後に辞任したのであれば、裁判所そのものから去る必要があった。長官職を受けることは暗黙のうちに陪席判事としての職を辞めることが必要だった。クッシングが陪席判事としてその後も長く最高裁判所に留まったことは、クッシングが辞退したという主張に重きを置かせるものである。さらに、クッシングの2月2日付け文書は、明白に長官の任命書を返還することをうたっており、陪席判事として留まる希望を述べていた。

## 死と遺産
クッシングは1810年にシチュエートで死んだ。遺骸は家族の小さな墓地に埋葬された。